# Noonan
Noonan es una localidad ubicada en el norte de Dakota del Norte, en los Estados Unidos. Noonan fue fundada en el año 1906 pero recién fue incorporada en el año incorporada en el año 1907. Posee una población de ciento cincuenta y cuatro habitantes, según cifras del censo del año 2000. En el censo de 2010 tenía una población de 121 habitantes y una densidad poblacional de 152,18 personas por km².

## Geografía
Según cifras de la Oficina del Censo de los Estados Unidos este establecimiento abarca un área de 0,7 kilómetros cuadrados (0,3 millas cuadradas) de la cual 3,57% es de agua. Su elevación es de 601,065 metros sobre el nivel del mar (1972 pies).
Noonan se encuentra en el condado de Divide en el noroeste de Dakota del Norte en la intersección de la Ruta 5 y la Carretera 40 de Dakota del Norte. Noonan es un pueblo rural próspero que se encuentra favorecido por las inversiones que se realizan allí. En ete sitio hay un restaurante, una estación de sucursal bancaria, una ferretería, una residencia de ancianos, una estación de gas con una tienda de conveniencia, un elevador de granos, dos empresas de telecomunicaciones, y dos bares. Uno de los bares tiene un restaurante especializado en carnes y el otro tiene un menú de aperitivos y hamburguesas. Noonan es una comunidad agrícola importante y cuenta con algunos de los mejores sitios para la caza de aves acuáticas y de montaña en el noroeste de Dakota del Norte.

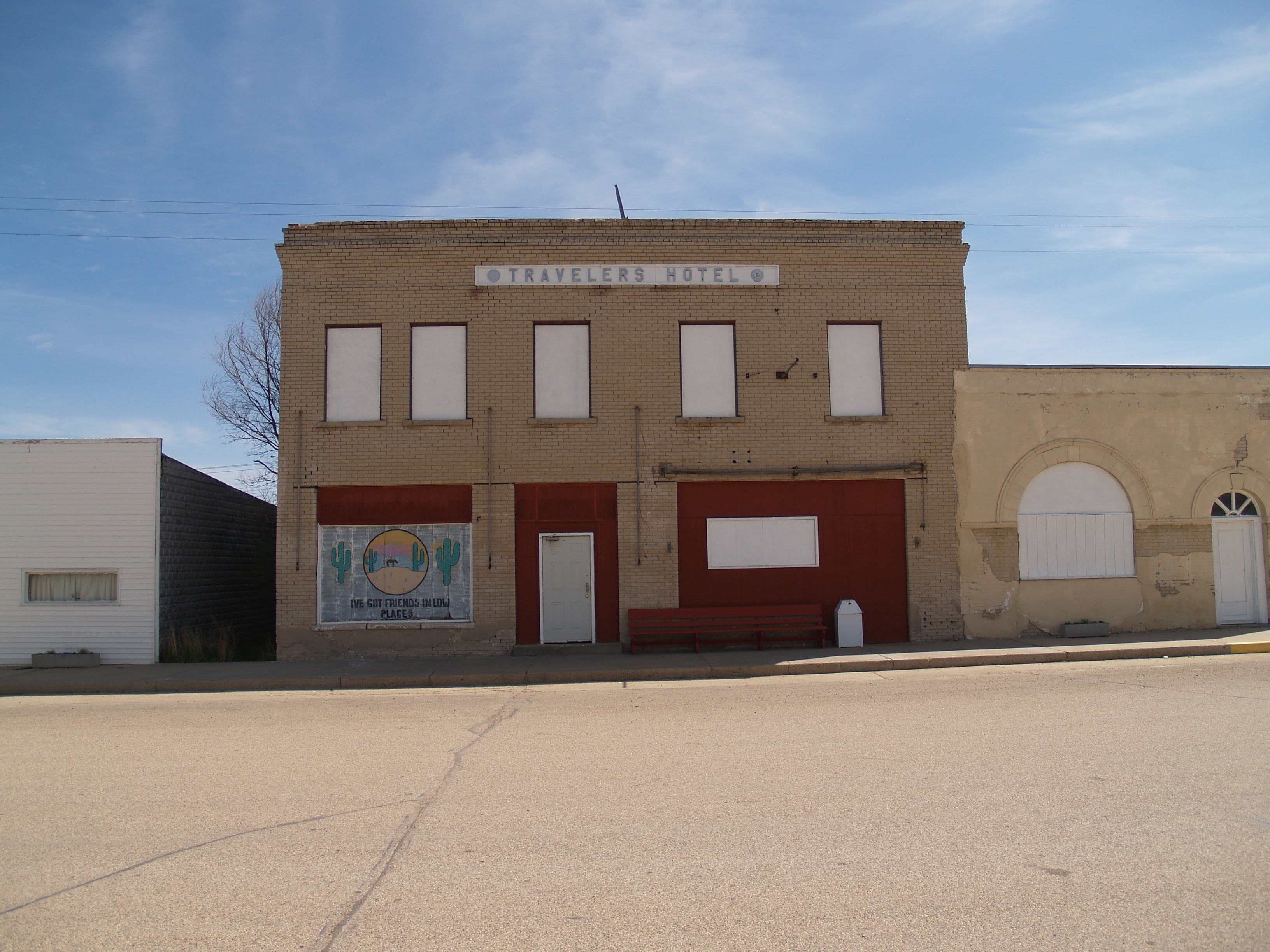
El "Travelers Hotel", en Noonan.

Noonan es una ciudad fronteriza situada a sólo siete millas de la frontera de Estados Unidos y Canadá, encontrándose a 17 millas de Estevan, Saskatchewan. Estevan, conocida como la Ciudad de la Energía, es un lugar de actividad de mucha actividad energética con dos plantas de energía, petróleo, minería, y tiene todo lo necesario en el campo de la industria, y hasta cubre las necesidades del hogar.

## Demografía
Según el censo de 2010, había 121 personas residiendo en Noonan. La densidad de población era de 152,18 hab./km². De los 121 habitantes, Noonan estaba compuesto por el 95.87% blancos, el 0% eran afroamericanos, el 1.65% eran amerindios, el 1.65% eran asiáticos, el 0% eran isleños del Pacífico, el 0% eran de otras razas y el 0.83% pertenecían a dos o más razas. Del total de la población el 0.83% eran hispanos o latinos de cualquier raza.